# Фудбалска репрезентација Швајцарске
Фудбалска репрезентација Швајцарске (ромн. Squadra naziunala da ballape da la Svizra) национални је фудбалски тим који представља Швајцарску на међународним такмичењима и под контролом је Фудбалског савеза Швајцарске.
Најбољи резултат швајцарске репрезентације на Светском првенству је четвртфинале, три пута су то остварили 1934, 1938. и када је земља била домаћин првенства 1954. године. Швајцарска је такође освојила сребро на Олимпијади 1924. године. Омладински тимови су били успешнији, освајајући Европско првенство до 17 година 2002. и Светско првенство до 17 година 2009. године.
На Светском првенству 2006. у Немачкој Швајцарска је у групној фази играла против Француске, Јужне Кореје и Тогоа. Прва утакмица против Француске завршена је без голова. У наредне две утакмице групне фазе Швајцарска остварује победе и квалификовала се у осмину финала као победник групе. У осмини финала противник је била Украјина. Након регуларног дела утакмице и продужетака није било голова па се приступило извођењу једанаестераца. Фудбалери Швајцарске су промашили три једанаестерца и тако је Украјина прошла у четвртфинале.
Швајцарска је била домаћин Европског првенства 2008. заједно са Аустријом. Као и на претходним наступима, нису прошли групну фазу. На Европском првенству 2016. у Француској прошли су у осмину финала, што је најбољи резултат у историји.

## Резултати репрезентације

### Светско првенство
| Година       | Коло                  | Позиција              | ИГ                    | Д                     | Н                     | И                     | ГД                    | ГП                    |
| ------------ | --------------------- | --------------------- | --------------------- | --------------------- | --------------------- | --------------------- | --------------------- | --------------------- |
| 1930         | Није се квалификовала | Није се квалификовала | Није се квалификовала | Није се квалификовала | Није се квалификовала | Није се квалификовала | Није се квалификовала | Није се квалификовала |
| 1934         | Четвртфинале          | 7/16                  | 2                     | 1                     | 0                     | 1                     | 5                     | 5                     |
| 1938         | Четвртфинале          | 7/15                  | 3                     | 1                     | 1                     | 1                     | 4                     | 6                     |
| 1950         | Групна фаза           | 6/13                  | 3                     | 1                     | 1                     | 1                     | 4                     | 6                     |
| 1954         | Четвртфинале          | 8/16                  | 4                     | 2                     | 0                     | 4                     | 11                    | 11                    |
| 1958         | Није се квалификовала | Није се квалификовала | Није се квалификовала | Није се квалификовала | Није се квалификовала | Није се квалификовала | Није се квалификовала | Није се квалификовала |
| 1962         | Групна фаза           | 16/16                 | 3                     | 0                     | 0                     | 3                     | 2                     | 8                     |
| 1966         | Групна фаза           | 16/16                 | 3                     | 0                     | 0                     | 3                     | 1                     | 9                     |
| 1970 до 1990 | Није се квалификовала | Није се квалификовала | Није се квалификовала | Није се квалификовала | Није се квалификовала | Није се квалификовала | Није се квалификовала | Није се квалификовала |
| 1994         | Осмина финала         | 16/24                 | 4                     | 1                     | 1                     | 2                     | 5                     | 7                     |
| 1998         | Није се квалификовала | Није се квалификовала | Није се квалификовала | Није се квалификовала | Није се квалификовала | Није се квалификовала | Није се квалификовала | Није се квалификовала |
| 2002         | Није се квалификовала | Није се квалификовала | Није се квалификовала | Није се квалификовала | Није се квалификовала | Није се квалификовала | Није се квалификовала | Није се квалификовала |
| 2006         | Осмина финала         | 10/32                 | 4                     | 2                     | 2                     | 0                     | 4                     | 0                     |
| 2010         | Групна фаза           | 19/32                 | 3                     | 1                     | 1                     | 1                     | 1                     | 1                     |
| 2014         | Осмина финала         | 11/32                 | 4                     | 2                     | 0                     | 2                     | 7                     | 7                     |
| 2018         | Осмина финала         | 14/32                 | 4                     | 1                     | 2                     | 1                     | 5                     | 5                     |
| 2022         | Осмина финала         | 12/32                 | 4                     | 2                     | 0                     | 2                     | 5                     | 9                     |
| Укупно       | 12/22                 |                       | 41                    | 14                    | 8                     | 19                    | 55                    | 73                    |

### Европско првенство
| Година       | Коло                      | Позиција                  | ИГ                        | Д                         | Н                         | И                         | ГД                        | ГП                        |
| ------------ | ------------------------- | ------------------------- | ------------------------- | ------------------------- | ------------------------- | ------------------------- | ------------------------- | ------------------------- |
| 1960         | Није се квалификовала     | Није се квалификовала     | Није се квалификовала     | Није се квалификовала     | Није се квалификовала     | Није се квалификовала     | Није се квалификовала     | Није се квалификовала     |
| 1964         | Одустала од квалификација | Одустала од квалификација | Одустала од квалификација | Одустала од квалификација | Одустала од квалификација | Одустала од квалификација | Одустала од квалификација | Одустала од квалификација |
| 1968 до 1992 | Није се квалификовала     | Није се квалификовала     | Није се квалификовала     | Није се квалификовала     | Није се квалификовала     | Није се квалификовала     | Није се квалификовала     | Није се квалификовала     |
| 1996         | Групна фаза               | 13                        | 3                         | 0                         | 1                         | 2                         | 1                         | 4                         |
| 2000         | Није се квалификовала     | Није се квалификовала     | Није се квалификовала     | Није се квалификовала     | Није се квалификовала     | Није се квалификовала     | Није се квалификовала     | Није се квалификовала     |
| 2004         | Групна фаза               | 15                        | 3                         | 0                         | 1                         | 2                         | 1                         | 6                         |
| 2008         | Групна фаза               | 11                        | 3                         | 1                         | 0                         | 2                         | 3                         | 3                         |
| 2012         | Није се квалификовала     | Није се квалификовала     | Није се квалификовала     | Није се квалификовала     | Није се квалификовала     | Није се квалификовала     | Није се квалификовала     | Није се квалификовала     |
| 2016         | Осмина финала             | 11                        | 4                         | 1                         | 3                         | 0                         | 3                         | 2                         |
| 2020         | Четвртфинале              | 7                         | 5                         | 1                         | 3                         | 1                         | 8                         | 9                         |
| 2024.        | Четвртфинале              | 6                         | 5                         | 2                         | 3                         | 0                         | 8                         | 4                         |
| Укупно       | 6/17                      |                           | 23                        | 5                         | 11                        | 7                         | 24                        | 28                        |

### Лига нација
| Рекорди у УЕФА Лиги нација | Рекорди у УЕФА Лиги нација | Рекорди у УЕФА Лиги нација | Рекорди у УЕФА Лиги нација | Рекорди у УЕФА Лиги нација | Рекорди у УЕФА Лиги нација | Рекорди у УЕФА Лиги нација | Рекорди у УЕФА Лиги нација | Рекорди у УЕФА Лиги нација | Рекорди у УЕФА Лиги нација | Рекорди у УЕФА Лиги нација |
| Сезона                     | Лига                       | Група                      | ИГ                         | П                          | Н                          | И                          | ГД                         | ГП                         | П/И                        | Поз.                       |
| -------------------------- | -------------------------- | -------------------------- | -------------------------- | -------------------------- | -------------------------- | -------------------------- | -------------------------- | -------------------------- | -------------------------- | -------------------------- |
| 2018/19.                   | А                          | 2                          | 6                          | 3                          | 1                          | 2                          | 15                         | 8                          | Same position              | 4.                         |
| 2020/21.                   | А                          | 4                          | 6                          | 1                          | 3                          | 2                          | 9                          | 8                          | Same position              | 11.                        |
| 2022/23.                   | А                          | 2                          | 6                          | 3                          | 0                          | 3                          | 6                          | 9                          | Same position              | 9.                         |
| Укупно                     | Укупно                     | Укупно                     | 18                         | 7                          | 4                          | 7                          | 30                         | 25                         |                            |                            |

## Састав репрезентације
Састав на Европском првенству 2024.
| Бр. | Поз. | Играч                 | Датум рођења                  | Наступи | Голови | Клуб                   |
| --- | ---- | --------------------- | ----------------------------- | ------- | ------ | ---------------------- |
| 1   | Г    | Јан Зомер             | 17. децембар 1988. (35 год.)  | 88      | 0      | Интер                  |
| 2   | О    | Леонидас Стерју       | 3. март 2002. (22 год.)       | 2       | 0      | Штутгарт               |
| 3   | О    | Силван Видмер         | 5. март 1993. (31 год.)       | 42      | 3      | Мајнц 05               |
| 4   | О    | Нико Елведи           | 30. септембар 1996. (27 год.) | 52      | 2      | Борусија Менхенгладбах |
| 5   | О    | Мануел Аканџи         | 19. јул 1995. (28 год.)       | 59      | 3      | Манчестер сити         |
| 6   | С    | Денис Закарија        | 20. новембар 1996. (27 год.)  | 54      | 3      | Монако                 |
| 7   | Н    | Брел Емболо           | 14. фебруар 1997. (27 год.)   | 63      | 13     | Монако                 |
| 8   | С    | Ремо Фројлер          | 15. април 1992. (32 год.)     | 66      | 8      | Болоња                 |
| 9   | Н    | Ноа Окафор            | 24. мај 2000.                 | 21      | 2      | Милан                  |
| 10  | С    | Гранит Џака (капитен) | 27. септембар 1992. (31 год.) | 124     | 14     | Бајер Леверкузен       |
| 11  | Н    | Ренато Штефен         | 3. новембар 1991. (32 год.)   | 39      | 4      | Лугано                 |
| 12  | Г    | Ивон Мвого            | 6. јун 1994. (30 год.)        | 9       | 0      | Лорјан                 |
| 13  | О    | Рикардо Родригез      | 25. август 1992. (31 год.)    | 114     | 9      | Торино                 |
| 14  | Н    | Стивен Цубер          | 17. август 1991. (32 год.)    | 53      | 11     | АЕК Атина              |
| 15  | О    | Седрик Цезигер        | 24. јун 1998. (25 год.)       | 3       | 0      | Волфсбург              |
| 16  | С    | Венсан Сјеро          | 8. октобар 1995. (28 год.)    | 2       | 0      | Тулуза                 |
| 17  | Н    | Рубен Варгас          | 5. август 1998. (25 год.)     | 42      | 7      | Аугзбург               |
| 18  | Н    | Квадво Дуа            | 24. фебруар 1997. (27 год.)   | 1       | 0      | Лудогорец Разград      |
| 19  | Н    | Дан Ндоје             | 25. октобар 2000. (23 год.)   | 10      | 0      | Болоња                 |
| 20  | С    | Мишел Ебишер          | 6. јануар 1997. (27 год.)     | 19      | 0      | Болоња                 |
| 21  | Г    | Грегор Кобел          | 6. децембар 1997. (26 год.)   | 5       | 0      | Борусија Дортмунд      |
| 22  | О    | Фабијан Шер           | 20. децембар 1991. (32 год.)  | 81      | 8      | Њукасл јунајтед        |
| 23  | С    | Џердан Шаћири         | 10. октобар 1991. (32 год.)   | 122     | 31     | Чикаго фајер           |
| 24  | С    | Ардон Јашари          | 30. јул 2002. (21 год.)       | 2       | 0      | Луцерн                 |
| 25  | Н    | Зеки Амдуни           | 4. децембар 2000. (23 год.)   | 14      | 7      | Бернли                 |
| 26  | С    | Фабијан Рајдер        | 16. фебруар 2002. (22 год.)   | 5       | 0      | Рен                    |

## Статистика играча
| Највише утакмица |                    |                         |          |        |
| #                | Име и презиме      | Године у репрезентацији | Утакмице | Голови |
| 1                | Хајнц Херман       | 1978–1991               | 118      | 15     |
| 2                | Ален Гајгер        | 1980–1996               | 112      | 5      |
| 3                | Стефан Шапуиса     | 1989–2004               | 103      | 21     |
| 4                | Штефан Лихтштајнер | 2006–                   | 102      | 8      |
| 5                | Јохан Фогел        | 1995–2007               | 94       | 2      |
| 6                | Гокан Инлер        | 2006–2015               | 89       | 7      |
| 7                | Хакан Јакин        | 2000–2011               | 87       | 20     |
| 8                | Алексанндар Фрај   | 2001–2011               | 84       | 42     |
| 9                | Патрик Милер       | 1998–2008               | 81       | 3      |
| 9                | Валон Бехрами      | 2005–                   | 81       | 2      |

| Највише голова |                    |                         |        |          |
| #              | Име и презиме      | Године у репрезентацији | Голови | Утакмице |
| 1              | Александар Фрај    | 2001–2011               | 42     | 84       |
| 2              | Кубилај Туркјилмаз | 1988–2001               | 34     | 64       |
| 2              | Макс Абеглен       | 1922–1937               | 34     | 68       |
| 3              | Андре Абеглен      | 1927–1943               | 29     | 52       |
| 3              | Жак Фатон          | 1946–1955               | 29     | 53       |
| 6              | Адријан Кнап       | 1989–1996               | 26     | 49       |
| 7              | Џозеф Киги         | 1951–1961               | 23     | 34       |
| 8              | Шарл Антенен       | 1948–1962               | 22     | 56       |
| 9              | Лауро Амадо        | 1935–1948               | 21     | 54       |
| 9              | Стефан Шапуиса     | 1989–2004               | 21     | 103      |
| 9              | Ђердан Шаћири      | 2010–                   | 21     | 72       |

- ажурирано 22.6.2018.